# Agapetes pottingeri
Agapetes pottingeri là một loài thực vật có hoa trong họ Thạch nam. Loài này được Prain mô tả khoa học đầu tiên năm 1898.